# Кузнецова, Татьяна Викторовна
Татьяна Викторовна Кузнецова (28 ноября 1946, Красногорск, Московская область) — советский и российский философ

, доктор философских наук (2000), профессор (2010), специалист по эстетике. В 1973 году окончила философский факультет МГУ, затем аспирантуру по кафедре эстетики (1977), где защитила кандидатскую диссертацию «Проблема народности искусства в марксистско-ленинской эстетике». В 1999 году защитила докторскую диссертацию «Народность искусства как проблема эстетической мысли». Принимала участие в написании учебника по эстетике и ряда словарей («Словарь по эстетике», «Русская философия», «Человек»).